# Ancelle dei poveri di Jeanne Delanoue
Le ancelle dei poveri di Jeanne Delanoue (in francese Servantes des Pauvres de Jeanne Delanoue) sono un istituto religioso femminile di diritto pontificio.

## Storia

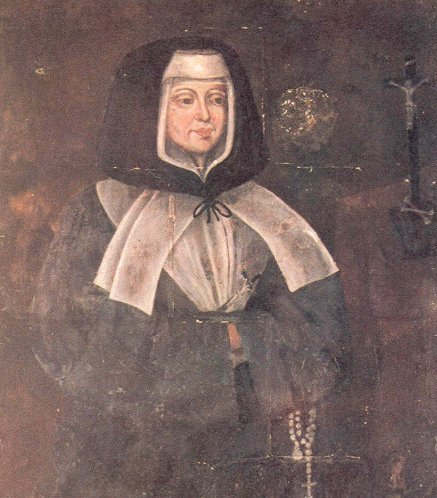
Giovanna della Croce Delanoue, fondatrice della congregazione

La congregazione, originariamente nota come le Suore di Sant'Anna della Provvidenza, venne fondata a Saumur da Jeanne Delanoue (1666-1736). Dopo aver abbandonato il commercio, Jeanne iniziò a dedicarsi al servizio dei poveri, e nel 1703 le prime compagne si unirono a lei. Il 26 luglio 1704, la comunità si costituì in congregazione religiosa, e le sue regole vennero approvate da Michel Poncet de La Rivière, vescovo di Angers, il 28 settembre 1709.
Le suore di Sant'Anna della Provvidenza vennero approvate civilmente da Napoleone I come congregazione ospedaliera il 4 dicembre 1810 e da Napoleone III come congregazione insegnante e ospedaliera il 9 dicembre 1854: quest'ultimo riconoscimento permise alle religiose, fino ad allora in numero esiguo, una rapida espansione.
L'istituto ha assunto l'attuale denominazione il 3 dicembre 1964 e ha ottenuto il pontificio decreto di lode il 7 novembre 1968.
La fondatrice (in religione Giovanna della Croce), beatificata nel 1947, è stata proclamata santa da papa Giovanni Paolo II il 31 ottobre 1982.

## Attività e diffusione
Le ancelle dei poveri si dedicano all'istruzione, alla catechesi e a opere di assistenza sociale e sanitaria.
Oltre che in Francia, sono presenti in Indonesia, Madagascar e Mali: la sede generalizia è a Saint-Hilaire-Saint-Florent (presso Saumur, nei Paesi della Loira).
Al 31 dicembre 2005 l'istituto contava 364 religiose in 60 case.